# 金枝

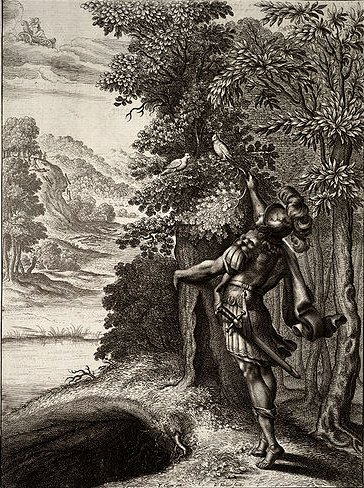
ウェンセスラウス・ホラール作の『金枝』（17世紀）

金枝（きんし）は、古代ローマの詩人ウェルギリウスによって叙事詩『アエネーイス』第6巻に書かれた物語の1つ。トロイア戦争後のアエネーアース（アイネイアース）の冒険を物語っている。

## 内容
イーリオスがギリシア人との最後の戦いで破壊されている間、アエネーアースは街を去り、地中海西で新しい故郷を見つけるための探求を率いていた。この任務では、預言者ヘレノスに導かれて、アエネーアースはイタリアに到着し、そこで人々のために都市を設立しようとしていた。そこに着くと、当時700歳以上の老婆であったクーマエのシビュラであるデーイポべーは、アポローンの神殿で亡くなった父親の冥界の霊を見たいという願いに応えるために、冥界への旅に彼を護衛することに同意した。

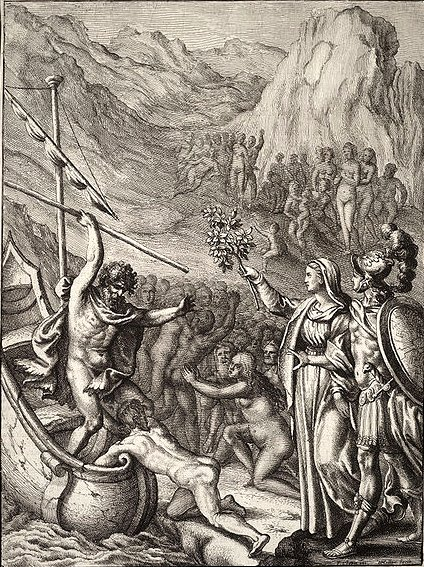
ウェンセスラウス・ホラール作の『アイネアスとカロン』（17世紀）

冥界に入る前に、プロセルピナはプルートーに、まず音楽家のミーセーノスを埋葬し、洞窟の周りの森の近くに生えている「金の枝」を手に入れなければならないと告げる。森の中で、アエネーアースの母親である女神ウェヌスは、この困難な仕事を助けるために2羽の鳩を送る。これらの鳩はアエネーアースが木を見つけるのを手伝う。そしてアエネーアースが大枝を引き裂くと、すぐに2番目の金色の枝が現れる。
コリネウス率いるトロイア軍は、ミーセーノスの葬儀を執り行い、アエネーアースが冥界への降下を開始できるようにする。シビュラは黄金の枝をカローンに見せるとカローンは船に乗り込み、ステュクス川を渡れるようにする。一方反対側では、薬漬けのケーキを飲み込んだ番犬ケルベロスが眠っていた。そして2人が冥界に入ると、アエネーアースはいくつかの霊と話そうとし、シビュラがタルタロスのような場所について話すのを聞く。そこでアエネーアースは、三重の壁で囲まれた巨大な牢獄を見る。そして、プルートーの宮殿で、アエネーアースは黄金の枝をアーチ型の扉に置き、公正で有用な生活を送った人々の住居であるエーリュシオンに向かう。

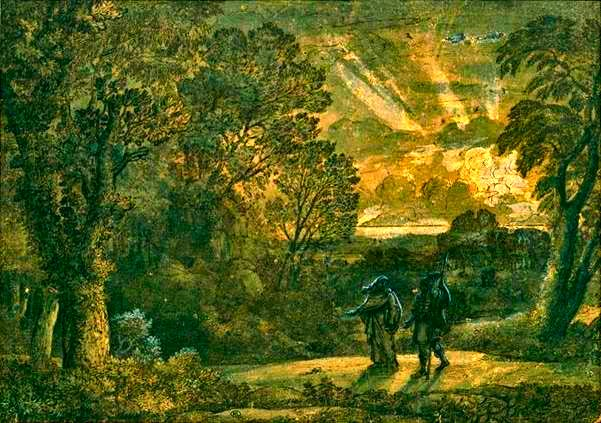
1673年ごろクロード・ロラン作、冥界でアエネーアースを率いるデーイポベー。

アエネーアースの父であるアンキーセースは、エーリダノス川が流れる緑豊かで日当たりの良いエーリュシオンに到着する。アエネーアースは父親を抱きしめようとするが、父親の霊は空気や空虚な夢のようであるため、成功しなかった。
それにもかかわらず、親子は幸せな出会いをしており、アンキーセースはアエネーアースに近くの忘却の川であるレーテー川について話す。そこには、アエネーアースの子孫となる人々や、ロームルス、カミッルス、マルケッルス、カエサルなど、未来のローマ帝国に生きる人々がいた。アンキーセースはアエネーアースに助言を与え、アエネーアースを「眠り」の門の一つである象牙の門に導き、そこから地上に帰還する。